# 옥중녀
"옥중녀"는 한국에서 제작된 장일호 감독의 1976년 영화이다. 한문정 등이 주연으로 출연하였고 김태수 등이 제작에 참여하였다.

## 출연

### 주연
- 한문정
- 윤미라